# Suimanga gorjabrú
El suimanga gorjabrú(Anthreptes malacensis) és una espècie d'ocell de la família dels nectarínids (Nectariniidae).

## Hàbitat i distribució
Habita zones de manglar, matolls i conreus de l'oest i sud de Myanmar, la Península Malaia, Tailàndia, Cambodja, sud de Laos i del Vietnam, Sumatra, Borneo, Java, Illes Petites de la Sonda, Sulawesi i gran part de les Filipines.